# Перлман, Фреди
Фреди Перлман (20 августа 1934, Брно, Чехословакия — 26 июля 1985, Детройт, Мичиган) — американский теоретик, публицист и активист. Его самая популярная работа, книга Against His-Story, Against Leviathan!, основной источник вдохновения для перспектив антицивилизации в современном анархизме.

## Детство и юность
Перлман родился 29 августа 1934 года в Брно, Чехословакия, в семье Генри и Марты Перлман.
В 1938 году он эмигрировал вместе со своими родителями в Кочабамбу, Боливия, как раз перед аннексией Чехословакии Германией. Семья Перлман приехала в Соединённые Штаты в 1945 году и окончательно обосновалась в Лейксайд-Парке, штат Кентукки.
В 1952 году он поступил в Морхедский государственный колледж в Кентукки, а затем учился в Калифорнийском университете в Лос-Анджелесе в 1953—1955 годах. Перлман работал в Дейли Брюин, школьной газете, когда университетская администрация изменила устав газеты, запретив ей назначать собственных редакторов, как это было принято ранее. Перлман покинул редакцию газеты и вместе с четырьмя коллегами основал независимую газету Обсервер, которую они раздавали на улице у автобусной остановки кампуса, популярный способ распространения литературы за пределами кампуса.
Перлман получил степень магистра в Колумбийском университете и степень доктора философии в Белградском университете.
6 января 1958 года женился в Нью-Йорке на Лоррейн Нибаккен.

## Путешествия и учёба
В 1966—1969 годах супруги жили в Каламазу, штат Мичиган. Перлман преподавал социальные науки в университете Западного Мичигана и вызвал возмущение среди некоторых членов факультета. Он заставлял студентов вести свои собственные занятия и оценивать себя. В первый же год пребывания в Каламазу он вместе с Милошем Самарджи, одним из профессоров из Белграда, перевели эссе Рубина Исаака Ильича «Теория стоимости Маркса». Перлман написал предисловие к книге: «Очерк товарного фетишизма».
В мае 1968 года, прочитав две недели лекций в Турине, Италия, Перлман отправился в Париж на последнем поезде, прежде чем железнодорожное движение было остановлено забастовками, охватившими Западную Европу в тот период. Он участвовал в майских волнениях в Париже и работал в центре Сензье с заводским комитетом «Ситроена». Вернувшись в Каламазу в августе, он сотрудничал с Роджером Грегуаром.
В последний год своего пребывания в Каламазу Перлман покинул университет и вместе с несколькими другими людьми, в основном студентами, основал «Чёрно-красный журнал», издано шесть публикаций. Набор текста был сделан в доме Перлмана, а печать в Анн-Арборе, штат Мичиган. В январе 1969 года Перлман завершил «Воспроизведение повседневной жизни». Во время путешествия по Европе весной 1969 года он провёл несколько недель в Югославии и там написал «О восстании в социалистической Югославии», которое было раскритиковано властями, назвавшими его заговором ЦРУ.

## Сочинения
- Against His-story, Against Leviathan (en.)
- Воспроизводство повседневной жизни